# Реферативная практика (медицина)
Реферати́вная пра́ктика («реферальная», от англ. referral — «направление») — этап лечения, включающий в себя направление пациента от лечащего врача узкопрофильному специалисту (как к частному специалисту, например, к хирургу, так и в узкоспециализированную клинику). Таким образом, реферативная практика относится к третичному (высокоспециализированному) уровню медицинской помощи (согласно классификации ВОЗ).
Широко распространена в западной медицине. В России такая практика получила свое развитие в основном в стоматологии. В США и Европе примерами реферативной практики являются такие случаи: перинатология (беременность с высоким риском), неонатология (уход за новорожденными с высоким риском), ПЭТ-сканы, трансплантация органов, травматология, высокие дозы химиотерапии для ряда онкологических случаев, расстройства роста и полового созревания, заболевания неврологического и нейрохирургического профиля и т. д.
В России примером является направление лечащего стоматолога к ортопеду, эндодонтисту, ортодонту, челюстно-лицевому хирургу и тд.
Согласно исследованиям, в развивающихся странах такая система положительно влияет на доступность и эффективность медицинской помощи, в частности хирургического вмешательства.

## Принципы реферативной практики
- Строгое согласование плана реферального лечения с ведущим врачом, отсутствие конфликта интересов;
- Гарантийные обязательства перед пациентом берет на себя клиника, в которой проходит узкоспециализированное лечение;
- После проведённого лечения пациент возвращается к ведущему лечащему врачу[7].